# بوبي (أنمي)
بوبي مسلسل أنمي ياباني من إنتاج إستديو نيبون أنيميشن وتدور احداث المسلسل حول الكلب بوبي الذي تحدث لها مواقفه مضحكه وطريفة.